# 비목 (영화)
"비목"은 1979년에 개봉한 대한민국의 영화이다.

## 캐스팅
- 이순재
- 전양자
- 진유영
- 김천만
- 독고영재
- 김보미
- 김민정
- 이옥미
- 이대엽
- 유장현
- 김석훈
- 진봉진
- 최종원
- 김기종
- 전효진
- 양규명
- 이훈상
- 김지연
- 김윤정
- 박선민
- 최삼
- 윤일주
- 이백
- 정미경
- 김경란